# Las sirenas del alma
Las sirenas del alma es una novela del escritor español César Fernández García. Se trata de un thriller psicológico, basado en el suspense, cuya primera edición fue publicada en noviembre de 2009 por la editorial Algar  (colección Algar joven).
El romanticismo y el terror se dan la mano en Las sirenas del alma. La ubicación se centra en la isla canaria de La Gomera, donde la tradición desempeña un papel clave dentro de una trama propia de las novelas de misterio.
La herencia genética de Ibaya, una bruja de hace más de 500 años, desata el horror en un tranquilo pueblo de La Gomera. La amistad, el sentido del bien, la investigación de los antecedentes históricos, el autoconocimiento, la lucha contra el mal exterior e interior, la defensa de la dignidad humana y el amor son las armas contra el fatal legado de Ibaya.

## Argumento
Alfredo es un fotógrafo al que se le ha encargado realizar fotos para una nueva guía de la isla de La Gomera. Ha alquilado una casa en las afueras de Antijana, un pueblo de La Gomera. Antijana fue escenario de abundantes ritos por parte de los brujos guanches que adoraban al diablo (llamado Hirguan por los guanches de la isla de La Gomera). De aquellos brujos surgieron los airam (“río de fuego” en lengua guanche), una variante de los vampiros pero con una nota característica: durante el día llevan una existencia normal como vecinos más. Nadie deduciría su auténtica naturaleza viéndole comprar en el mercado o comer en una taberna.
Una noche Alfredo comprueba que, tras la ventana de su habitación, hay un rostro repulsivo. En un principio considera que se trata de una broma de los jóvenes del pueblo, ya que les quedan dos semanas escasas para la fiesta de San Juan. Se trataría de un susto para el único turista que pasaba la noche en Antijana.
El fotógrafo sale a la calle para hallar a los bromistas. Tras buscar por las calles, se adentra por un pinar. Encuentra a un grupo de jóvenes que entonan un himno tétrico de palabras incomprensibles. Rodean a Alfredo.  Una joven le muerde en el cuello, los demás lo atacan… y Alfredo muere. Sobre el cadáver, el lúgubre himno se mezcla con unas risas histéricas.
Una semana después, Nuria alquila otra casa en Antijana. La Universidad de Salamanca la ha becado para que pase unos días en el escenario de su tesis doctoral, titulada “Brujería  durante el siglo XVI en la isla de La Gomera”. El tema no le resultaba interesante. Sin embargo, don Vicente, su director de tesis, le había dado muchas facilidades. No sólo libros y artículos, sino que también le había proporcionado acceso a esa biblioteca de Antijana, que era privada.  El día anterior a que Nuria tomara el avión hacia La Gomera, notando que su alumna no iba muy convencida, la había intentado animar. 
Nuria empieza su investigación. El alcalde Antonio Piqué le da las llaves de la biblioteca. En ella, encuentra numerosos volúmenes dedicados al tema de su tesis. Se documenta sobre Ibaya, una bruja cuya sangre corre de generación en generación según la tradición popular de La Gomera. Sus investigaciones también la llevan a visitar las ruinas de un tagoror, una construcción circular donde los indígenas guanches celebraban reuniones antes de la Conquista y que, incluso en el siglo XXI, producen recelo a los gomeros de Antijana. Aquellas piedras despiden todavía una energía que Nuria percibe y que la remueven por dentro.
Al tiempo, la doctoranda se hace amiga de dos hermanos: Verónica y Eduardo. La creciente relación afectiva con el joven le ayuda a superar sus propios miedos. Sobre todo, los interiores porque, cuanto más investiga para la tesis, más removida se siente. Tanto que terminará pensando que en sus venas hay sangre de Ibaya. Si no fuera así, ¿por qué sabe dónde está enterrada la sortija de Ibaya? ¿Por qué tiene visiones de sucesos que pasarán en la realidad? Pero estas preguntas dejan paso a otra más angustiosa: ¿Por qué dio “la casualidad” de que empezara esa tesis? O, más allá todavía: ¿podrá vencer sus inclinaciones heredadas?
Las sorpresas sobre la verdadera identidad de algunos de sus conocidos son continuas. Los miedos van creciendo. La noche de la fiesta de San Juan  se aproxima. Pero Eduardo está con ella para lo bueno… y para lo malo. La noche fatídica del 24 de junio los airam los persiguen. Eduardo y Nuria se esconden en una ermita. Fuera, está el peligro de aquellos seres infernales. Pero, dentro, está el mayor peligro. El mundo interior de Nuria, que se debate entre dos polos opuestos.

## Características literarias
Lo más destacable del estilo es que, aunque abierto a cierto lirismo, prescinde de retórica. Lo que importa es ser eficaz a la película que se pretende proyectar en la mente del lector.  
De ahí que las características más sobresalientes sean:
- Las metáforas de situación sirven para contar, sin necesidad de más palabras, otra historia más. El propio autor ha reconocido que, en sus novelas, acostumbra a situar una historia oculta bajo la trama.[6] Sólo desde esta perspectiva se comprende la aparentemente aséptica canción folclórica que, en la noche de la fiesta de San Juan,Nuria escucha: “A bailar el baile, damas, / la noche de San Juan, / a bailar el baile, damas, / que después no habrá lugar.” En realidad, bajo la inocente tonadilla, también se está emitiendo un mensaje a las seguidoras de Ibaya.
- A lo largo de toda la novela, el lector va sabiendo de los elementos clave de la historia a la par que el protagonista. Si bien los hechos se cuentan a partir del punto de vista de los personajes (Alfredo para el capítulo 1; Nuria para los demás capítulos), podríamos considerar que estamos ante un narrador omnisciente. Gracias a él, sabemos hasta los más recónditos pensamientos  de los protagonistas. A veces, estos pensamientos afloran en la narración mediante el estilo indirecto libre. Utilizando  este modo de enunciación, hallamos una  voz narrativa que fusiona la voz del narrador con la del personaje. El siguiente fragmento del capítulo 8, en el momento en que Nuria compara a Eduardo con su antiguo novio Marcos:  “La voz de Eduardo rebosaba dulzura. Desgraciadamente dentro de unos días no lo volvería a ver más. Nunca Marcos la había tratado así. Ni siquiera al principio, cuando empezaron a salir. ¿Cómo no se había dado cuenta de que él nunca la quiso? Y ahora, ¿sería Marcos cariñoso con su amiga Elena? Porque estaban saliendo. Eso seguro. Segurísimo.”
- Abundancia de diálogos donde las transacciones ocultas laten por debajo de la expresión superficial. El estilo directo predomina sobre el estilo indirecto.
- Construcción de escenas según los requerimientos de un filme. Mediante descripciones, se realizan picados para empequeñecer a los personajes, contrapicados para agrandarlos a los ojos de otros personajes que los miran, combinación de planos generales con planos de detalles…
- Lenguaje técnico para imprimir verosimilitud en las argumentaciones y descripciones. Así, por ejemplo los datos que se proporcionan sobre el fenómeno del mar de nubes tan frecuente en la isla.
- Descripciones poco extensas pero muy significativas. Escogen los detalles que bastan para caracterizar lo que se pretende. Cuando Nuria descubre el retrato de Ibaya, se describe a la bruja del cuadro con esta descripción: “Los labios enjutos de Ibaya se fruncían en la deformada imitación de una sonrisa. La frente curva y amplia, el mentón prominente, el feroz orgullo en cada rasgo de su rostro, hondura y oscuridad en la mirada. En la profundidad de las órbitas, las pupilas ardían con un resplandor maligno. Aquellos ojos que la escrutaban atentos, despidiendo un fulgor opalino, parecían expandirse, crecer, como negros pozos rodeados de fuego. Pozos donde cualquiera podía caerse y ahogarse con todos los secretos del infierno.”
- Argumentaciones que transmiten un doble mensaje. Uno en el plano consciente; otro, en el subconsciente tanto de personajes como del lector, anticipando hechos que irremediablemente sucederán después en la concatenación de sucesos.  Por ejemplo, cuando el alcalde Antonio Piqué reflexiona sobre la mitología y los símbolos sentenciando: “Los mitos representan la realidad. Exactamente igual que el lenguaje”.
- Los clímax  y anticlímax se suceden para que la narración se sostenga sobre puntos de inflexión (jumping the shark) que van in crecendo y momentos que permitan al lector asimilar los giros argumentales. En ese sentido, suele existir un punto de inflexión en los finales de capítulos.  Para ello se utiliza el cliffhanger.
- Importancia de lo onírico. Los sueños conectan el mundo real con el sobrenatural. Por eso, la novela arranca con la siguiente cita de Gustave Flaubert: “Ten cuidado con tus sueños; son las Sirenas del alma. Ellas cantan, nos llaman, las seguimos y jamás retornamos”.[7]

## Universo interno
El universo de Las sirenas del alma se compone de una constelación de mitos que procuran representar la realidad. Proceden de tres culturas distintas:
- La mitología clásica – De entre los mitos citados, destaca por su significación dentro del sentido de Las sirenas del alma el conflicto entre el dios Dioniso, las bacantes y el rey Penteo. Según Nuria explica al alcalde Antonio Piqué en el capítulo 4, el dios griego representa la fuerza de la locura contra la razón. Logra extender su culto por todo el mundo acompañado por un ejército salvaje de sátiros y ménades. Enloquece a las bacantes  que participan en ceremonias donde abundan las drogas, el desenfreno y a menudo la sangre (despedazamiento de animales vivos). En tales orgías era frecuente la ingestión de la carne y vísceras crudas de los seres sacrificados, y la bebida de sangre y vino. La locura de Dioniso es peligrosa. Pero también resulta peligroso oponerse al dios. Penteo, como rey de Tebas y primo de Dioniso, se opone a que tales ritos se celebren en el monte Citerón. Las bacantes  persiguen a Penteo y terminan despedazándolo. Su propia madre, bacante también, le arranca la cabeza. El mito, tal y como se cuenta en Las sirenas del alma, pretende demostrar la antigüedad e importancia de la oposición entre locura y razón. Este antagonismo existirá dentro de Nuria.
- La mitología guanche – Los indígenas guanches tenían su propia concepción de la realidad, donde no faltaba la presencia del diablo, al que llamaban Hirguan. En la vecina isla de Tenerife, el diablo era llamado Guayota. En La Gomera ambas denominaciones para el Mal coexistieron.[9]
- La brujería practicada y estudiada en Occidente – Nuria se documenta sobre el antiquísimo fenómeno de la brujería. Por sus lecturas, sabe que el Imperio Romano, en el siglo III, castigaba con la pena de la hoguera a los que causaren la muerte de alguien con sus encantamientos (Julius Paulus, Sent., V, 23,17). San Agustín (354–430 d. C) en De Doctrina Christiana establece relación entre la creencia en amuletos y la demonología, sosteniendo que detrás de eso están los demonios y que éstos pueden producir efectos reales. Santo Tomás en Summa Theologica (2–2 q 95) asegura que “los mismos diablos les anuncian sucesos futuros que ellos conocen”. En la segunda mitad del siglo XIII, la recién instituida Inquisición Papal comenzó a ocuparse con cargos de hechicería. Martín Lutero y Juan Calvino y sus seguidores acentuaron la creencia popular en el poder del demonio en la brujería. Sobre esta base de conocimientos, Nuria maneja para su tesis doctoral obras reales e históricas como Tratado de supersticiones y hechicerías de Fray Martín de Castañega del siglo XVI, La historia de la brujería[10]  de Jeffrey Burton Russell, The historiography of European Witchcraft[11]  de E. William Monter, Historia nocturna. Un desciframiento del aquelarre[12]  de Carlo Ginzburg, The Encyclopedia of Witchcraft and Demonology[13]  de Russell H. Robbins.

## Coordenadas espacio-temporales
El tiempo interno de la novela, que transcurre linealmente y sin apenas flashbacks, abarca un par de semanas. Desde la muerte del fotógrafo hasta la venida de Nuria a La Gomera  transcurre una semana. Del tiempo externo sabemos que la última escena se produce la noche del 24 de junio, durante la fiesta de San Juan, de una época contemporánea al lector.
El espacio es real y se circunscribe a la isla de La Gomera que, con su paisaje tan propicio al misterio, modela la psicología de los personajes, imprime autenticidad, tiene valor por sí mismo y es factor de cohesión durante los 20 capítulos. Además del ficticio pueblo de Antijana, Nuria visita en guagua la ciudad de San Sebastián de la Gomera, donde está el Museo de Arte gomero. Se cita el parque nacional de Garajonay, el Valle Gran Rey, el pueblo gomero de Las Toscas… Frente a estos espacios exteriores, los interiores sirven para enfatizar los conflictos psicológicos, como en los momentos en que Nuria está en su habitación asimilando su inesperado mundo interior.
Las ruinas de un tagoror desempeñan un papel clave en la novela. Nuria percibe la energía que estas piedras de lo que fue una compleja construcción circular destinada a reunión por motivos religiosos. Para los habitantes de Antijana, es un lugar maldito. Según las crónicas, aquellas piedras habían sido testigos de actos abominables durante los siglos XV y XVI. Bajo la oquedad de una de aquellos pedruscos, llega a oír una especie de risa. La vida que sigue latiendo en el espacio del tagoror se resume en este fragmento del capítulo 13:
“Nuria contempló las ruinas. Los pedruscos se asemejaban a fantasmas que fingían reposar. Era como si las piedras tuvieran una palpitación propia, un latido lento pero lleno de una terrible vitalidad.”

## Personajes

### Personajes principales
La complejidad de los protagonistas (sobre todo, de Nuria) crece a lo largo de la novela. El lector va conociendo a los actantes a través de breves elementos descriptivos que manejan la etopeya, la prosopografía y detalles tan significativos como cargados de símbolo.  A partir del diálogo y de su forma de expresarse, sabemos de sus características.
- Alfredo – fotógrafo contratado para aportar nuevas imágenes a la guía “Descubriendo La Gomera. 25 rutas a pie”.  Ha alquilado una casa en Antijana para sacar fotos de los alrededores. Es la primera víctima en la novela de los airam.
- Nuria –  se ha trasladado a Antijana para documentar su tesis doctoral, becada por la Universidad de Salamanca. Poco a poco, irá experimentando una anagnórisis.
- Eduardo – hermano de Verónica. A lo largo de la novela, se convierte en el apoyo sentimental de Nuria.
- Ibaya – bruja del siglo XVI, líder de los airam. Fue quemada en la hoguera pero, de alguna forma, sigue presente.

### Personajes secundarios
- Verónica – hermana de Eduardo y amiga de Nuria. Guarda un pasado y un mundo interior insospechados.
- Don Vicente – director de tesis de Nuria. Posee una casa en Antijana y alberga enormes expectativas sobre la tesis de Nuria.
- Antonio Piqué – alcalde de Antijana. Colabora con Nuria, facilitándole el acceso a la biblioteca.
- Belén – mujer del alcalde. Desde el primer momento, conecta con Nuria y le aporta información esencial para su tesis doctoral  y para ella misma.
- Elena – amiga de Nuria con la que habla por teléfono. Está empezando a salir con el novio de Nuria.
- Marcos – novio de Nuria aunque, según se sabrá, no la quiere. Entablará una relación con Elena.
- Padre de Nuria – viudo, guarda un entrañable recuerdo de la madre de Nuria. Terminará siendo, tras la traición de Elena y Marcos, el único elemento de enlace de su hija con el exterior de La Gomera.
- La casera – alquila la casa a Nuria. Muere víctima del poder de la sortija de Ibaya, después de robársela a Nuria.

## Organización
Sobre 20 capítulos se sostiene la organización interna de Las sirenas del alma. Detectamos siete núcleos temáticos:
- Primera intervención de los airam – Cap.1.
- Nuria llega a Antijana – Cap. 2.
- Nuria se documenta para la tesis – Cap. 3 – 8.
- La tesis doctoral da paso a otra preocupación en Nuria : su propio mundo interior – Cap. 9 – 12.
- Los airam vuelven a atacar – Cap. 13 – 15.
- Anagnórisis de Nuria – Cap. 17 – 19.
- Resolución de conflictos interiores y exteriores – Cap. 20

## Significado de la obra
El pasado constituye el prólogo del presente. Cuanto ha ocurrido antes de nosotros, forma parte de nuestras vidas y condiciona nuestra realidad. En ese sentido, observamos cuanto sucedió en el siglo XVI pervive en el pequeño pueblo de Antijana. Sin embargo, esto no implica determinismo. El ser humano está influido por sus circunstancias y herencias, pero no está determinado. Es libre para vencer sus inclinaciones, como es el caso de Nuria con la herencia genética que arranca desde Ibaya. Existen apoyos en el proyecto de vida que cada uno ha de darse, como se aprecia en Las sirenas del alma. Encontramos, al menos, cinco apoyos:
- Amistad – Nuria encuentra apoyo moral y afectivo en distintos personajes, como Belén, Verónica, Elena…
- Sentido del bien – El norte de las acciones de Nuria y Eduardo consiste en evitar el mal que pueda perjudicar a los demás. Esta actitud supone generosidad de miras y salir de uno mismo.
- Investigación para conocer el pasado – Antes de actuar, hay que conocer la historia. Nuria se documenta, indaga en libros, testigos, ruinas…
- Amor– El amor de Eduardo significa para Nuria un soporte sobre el que encarar el presente y levantar un futuro.
- Autoconocimiento – Cuidar el propio mundo interior y reflexionar sobre nuestras propias, aspiraciones, deseos, temores y sueños. Dentro de nosotros, convive la razón con lo inexplicable.[16] Por eso, don Vicente le dice a Nuria:  “– Nuria, cuando empieces a investigar en Antijana, intenta llegar más allá de lo que cuentan los libros. Fíate de ti misma, de tus intuiciones, de las fantasías e impresiones que nacen de tu mundo interior. Fíate de todas ellas porque son las Sirenas del alma indicándote el camino. Si investigas con esa actitud receptiva, la tesis te va a sorprender. Te dará respuestas a interrogantes que afectan a la esencia del ser humano”.